# Digital Equipment Corporation
Digital Equipment Corporation (DEC) —  американська комп'ютерна компанія, яку заснували 1957 року Кен Олсен та Харлан Андерсон.

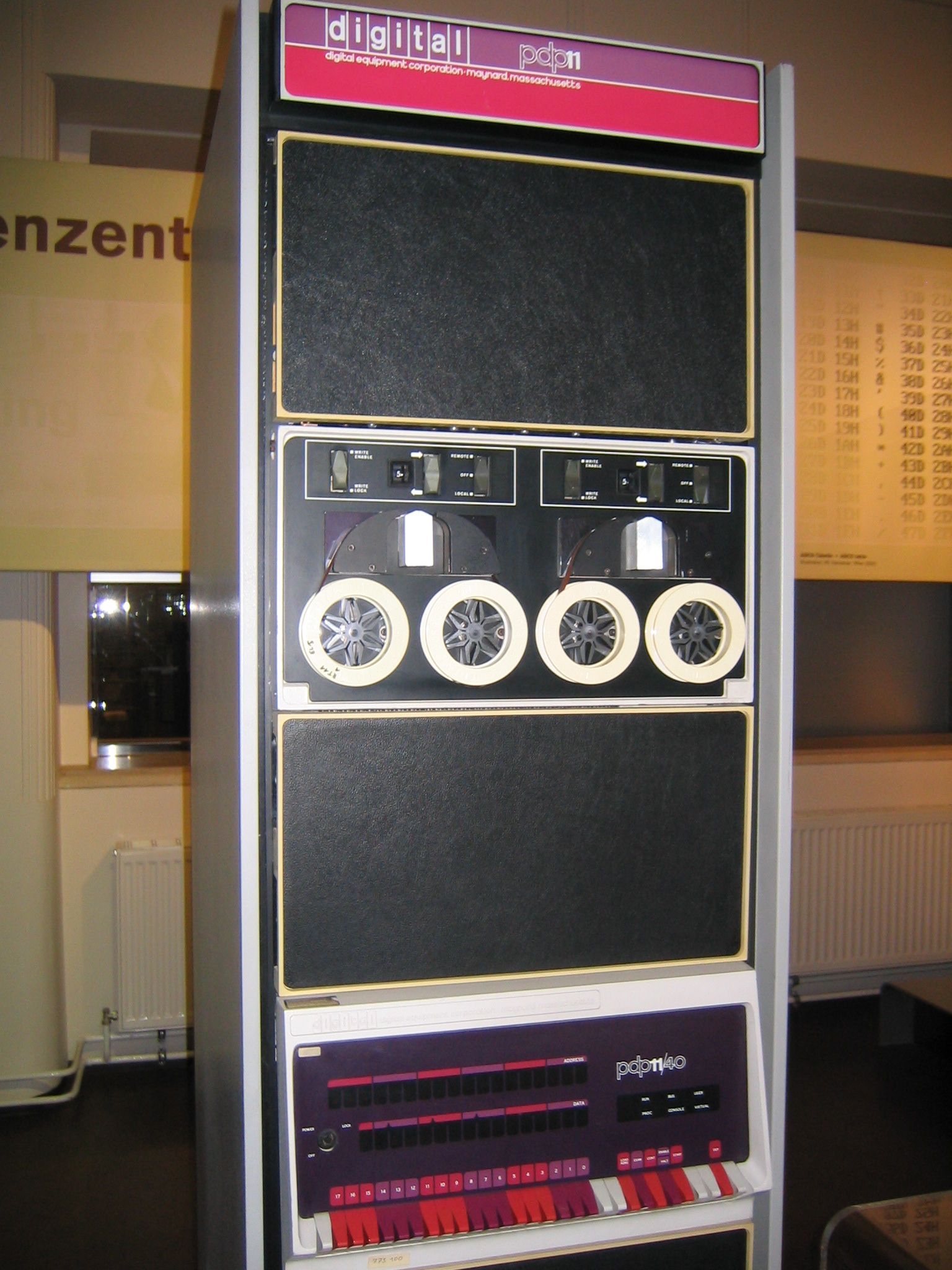
DEC PDP-11/40

## Історія
У 1957-1992 осідок DEC's розташовувався на колишній вовняній фабриці в Мейнарді, штат Массачусетс. Їхні машини PDP серії PDP стали популярними в 1960-х, особливо PDP-8, яка широко вважається першим успішним мінікомп'ютером.
У 1970 викупила будівлю повністю та добудувала кілька нових корпусів. У 1970 вони стали третім за величиною виробником комп'ютерів після IBM і дивізійного підрозділу Univac Spery Rand. Корпорація в кінцевому підсумку продала понад 600 000 PDP-11S.
Спочатку розроблений в якості наступного PDP-11, серії DEC VAX-11, був першим широко використовуваним 32-бітовим мінікомп'ютером, який іноді називали «супермінісом». Ці системи змогли конкурувати в багатьох моментах з великими мейнфрейм-комп'ютерами, такими як IBM System/370. VAX був бестселером, причому більше ніж 400 000 копій було продано, і його продажі в 1980-х посприяли тому, що DEC стала другою за величиною комп'ютерною компанією в галузі. На піку своєї діяльності, компанія стала другим за величиною роботодавцем у Массачусетсі, після уряду держави.
Швидке зростання мікрокомп'ютера наприкінці 1980-х, а особливо введення потужних 32-бітових систем в 1990-х, швидко зруйнував вартість систем DEC. Останньою серйозною спробою знайти місце на швидко мінливому ринку була архітектура інструкції по експлуатації DEC Alpha. DEC спочатку почав роботу над Alpha як спосіб повторно реалізувати свої серії VAX. 
У 1996 була учасником консорціуму UML Partners з розробки специфікації UML. 
DEC був придбаний в червні 1998 Compaq; на той момент це було найбільше злиття в історії комп'ютерної промисловості. У той час Compaq був зосереджений на корпоративному ринку і недавно купив кілька інших великих постачальників. DEC був великим гравцем за кордоном, де Compaq мав менше присутності. Компанія згодом об'єдналася з Hewlett-Packard (HP) в травні 2002.
Початковий капітал компанії становив  $100 тис., причому 70% належало компанії American Research and Development Corporation. Компанія-засновник наполягла на тому, щоб у назві дочірньої компанії було відсутнє слово «computer», хоча спочатку її планували назвати «Digital Computer Corporation». Цієї ж умови було дотримано і в назві продукції: замість терміна «computer» вживали термін «Programmable Data Processor», або скорочено «PDP». Умова була пов'язана з тим, що в ті часи існував стереотип про те, що комп’ютер — це щось величезне і дороге, що потребує окремого машинного залу й солідного обслуговувального персоналу. Таким шляхом компанія уникла негативних наслідків цього стереотипу.

## Продукція
Найвідомішою продукцією DEC є серія мінікомп'ютерів PDP (найпопулярніший — PDP-11), серія VAX та мікропроцесор Alpha.
8-бітові системи
У 1980-х DEC створила VT180 (кодове ім'я «Robin») — термінал VT100 з мікрокомп'ютером на основі Z80 з операційною системою CP/M.
Пізніше був створений Rainbow 100, який мав процесори Z80 і 8088 і міг працювати з CP/M, CP/M-86 і MS-DOS.
DEC також використовувала 8-бітові мікропроцесори як вбудовані процесори у великих системах; наприклад, як консольний процесор в системах PDP-11/04, 11/34 та 11/44, а також як основний процесор сімейства VT100 графічних терміналів.
18-бітові системи
Протягом 1960-х DEC випускала машини зі співвідношенням ціна/продуктивність нижче, ніж у мейнфреймів IBM. Здебільшого, це були 18-бітові машини: PDP-1, PDP-4 (1963), PDP-7 (вперше використана технологія Flip-Chip), PDP-9 (1965) і PDP-15 (починаючи з 1970-х; потім продавалися під брендом «XVM»).
24-бітові системи
Назва PDP-2 була зарезервована для 24-бітної машини, яка так і не була випущена.
36-бітові системи
Була розроблена 36-бітова модель PDP-3, випущена в єдиному екземплярі.
У 1964 для вирішення наукових завдань була розроблена система PDP-6 з 36-бітною архітектурою. За нею пішла серія PDP-10, яка продавалася як DECsystem-10 і DECSYSTEM-20.
VAX
У 1976 році DEC розширила архітектуру PDP-11 до 32 біт і назвала її VAX (Virtual Address eXtension). Перша модель на її основі, PDP-11/780, була випущена в 1978, ставши першим супермінікомп'ютером компанії. Надалі DEC сфокусувалася на просуванні VAX, скасувавши проєкти з поліпшення попередніх архітектур, таких як PDP-10 (проєкт «Jupiter»).
Архітектура VAX мала набір інструкцій великий навіть за сьогоднішніми стандартами. VAX підтримувала пейджинг, захист пам'яті і віртуальну пам'ять. На VAX могли працювати операційні системи Unix і VMS від DEC.